# Матеус Савіо
Матеус Савіо (порт. Matheus Sávio, нар. 15 квітня 1997, Бродовські) — бразильський футболіст, півзахисник японського клубу «Урава Ред Даймондс». Виступав також за низку бразильських і закордонних клубів. Переможець Ліги Каріока та Ліги Алагоано. Переможець Джей-ліги 2.

## Клубна кар'єра
Матеус Савіо народився 1997 року в місті Бродовські. Розпочав займатися футболом у юнацькій команді клубу «Деспортіво Бразил», пізніше перейшов до школи клубу «Фламенгу». У 2015 році Савіо розпочав грати за основну команду клубу «Фламенгу», у складі якої грав до 2018 року, та в 2017 році став у її складі переможцем Ліги Каріока. У 2018 році «Фламенгу» віддав півзахисника в оренду до португальського клубу «Ештуріл-Прая», а в 2019 році до іншого бразильського клубу «ССА Масейо», у складі якого футболіст став переможцем Ліги Алагоано.
У 2019 році Матеус Савіо став гравцем японського клубу «Касіва Рейсол», у складі якого цього року став переможцем Джей-ліги 2. З початку 2025 року бразильський футболіст грає у складі іншого японського клубу «Урава Ред Даймондс».

## Виступи за збірну
У 2017 році Матеус Савіо грав у складі молодіжної збірної Бразилії. На молодіжному рівні зіграв у 10 офіційних матчах, забив 1 гол.

## Титули і досягнення
- Переможець Ліги Каріока (1):

«Фламенгу»: 2017
- Переможець Ліги Алагоано (1):

«ССА Масейо»: 2019
- Переможець Джей-ліги 2 (1):

«Касіва Рейсол»: 2019